# Ромул (спутник)
Ромул — внешний и больший спутник астероида главного пояса 87 Сильвия. Он следует по почти круговой и близкой к экваториальной орбите вокруг астероида. В этом отношении он похож на другую сильвианскую луну Ремуса. Открытие и наименование.
Ромул был открыт в феврале 2001 года на телескопе Кек II Майклом Э. Брауном и Жан-Люком Марго. Полное его обозначение — (87) Сильвия I Ромул; до получения своего названия она была известна как S/2001 (87) 1. Луна названа в честь Ромула, мифологического основателя Рима, одного из близнецов Реи Сильвии, воспитанного волком.

## Характеристики
87 Сильвия имеет низкую плотность, что указывает на то, что это, вероятно, груда обломков, образовавшаяся в результате гравитационного повторного аккреции обломков от столкновения ее родительского тела с другим астероидом. Следовательно, вполне вероятно, что и Ромул, и Ремус, второй из спутников Сильвии, представляют собой меньшие груды обломков, которые образовались на орбите вокруг основного тела из обломков того же столкновения. В этом случае ожидается, что их альбедо и плотность будут аналогичны орбите Сильвии. Ожидается, что орбита Ромула будет довольно стабильной — она находится далеко внутри сферы Хилла Сильвии (около 1/50 радиуса Хилла Сильвии), но также и далеко за пределами синхронной орбиты. С поверхности Ромула Сильвия занимает угловую область размером 16×10° в поперечнике, а видимый размер Рема колеблется от 0,62° до 0,19° (для сравнения, земная Луна имеет видимый размер около 0,5°).
1. ↑  NASA FACTS (англ.) — NASA.